# Theobald Otjen

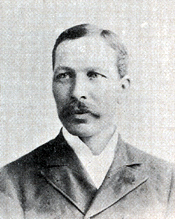
Theobald Otjen

Theobald Otjen (* 27. Oktober 1851 in West China, St. Clair County, Michigan; † 11. April 1924 in Milwaukee, Wisconsin) war ein US-amerikanischer Politiker. Zwischen 1895 und 1907 vertrat er den Bundesstaat Wisconsin im US-Repräsentantenhaus.

## Werdegang
Theobald Otjen besuchte zunächst die Marine City Academy in Michigan und studierte dann an einer privaten Schule in Detroit. Danach war er von 1870 bis 1872 als Vorarbeiter bei einer Walzmühle der Firma Milwaukee Iron Co. beschäftigt. Nach einem anschließenden Jurastudium an der University of Michigan in Ann Arbor und seiner im Jahr 1875 erfolgten Zulassung als Rechtsanwalt begann er in Detroit in seinem neuen Beruf zu arbeiten. Im Jahr 1883 zog er nach Milwaukee, wo er als Mitglied der Republikanischen Partei auch eine politische Laufbahn einschlug. Zwischen 1897 und 1894 gehörte er dem Stadtrat von Milwaukee an. In dieser Stadt wurde er auch Kurator des dortigen Museums und der Bücherei. 1892 bewarb er sich erfolglos um das Amt des Kämmerers. Im selben Jahr sowie bei einer Nachwahl im Jahr 1893 kandidierte er ebenfalls ohne Erfolg für das US-Repräsentantenhaus.
Bei den Kongresswahlen des Jahres 1894 wurde Otjen im vierten Wahlbezirk von Wisconsin in das US-Repräsentantenhaus in Washington, D.C. gewählt, wo er am 4. März 1895 die Nachfolge von Peter J. Somers antrat. Nach fünf Wiederwahlen konnte er bis zum 3. März 1907 sechs Legislaturperioden im Kongress absolvieren. In diese Zeit fiel der Spanisch-Amerikanische Krieg von 1898. 1906 wurde Otjen von seiner Partei nicht mehr zur Wiederwahl nominiert. In den folgenden Jahren arbeitete er wieder als Anwalt in Milwaukee. Dort ist er am 11. April 1924 auch verstorben.